# Општина Барбатешти (Валча)
Барбатешти (рум. Bărbăteşti) општина је у Румунији у округу Валча.
Oпштина се налази на надморској висини од 439 m.